# NGC 502
NGC 502 es una galaxia lenticular de la constelación de Piscis. 
Fue descubierta el 25 de septiembre de 1862 por el astrónomo Heinrich Louis d'Arrest.